# Georges Badosa
Georges Badosa (né le 3 décembre 1903 à Perpignan, mort le 7 août 1977 à Perpignan) est un chef d'entreprise français.
Le père de Georges Badosa est un immigré espagnol qui choisit la nationalité française. Sa mère est issue d'une famille de producteurs et d'expéditeurs de fruits propriétaire de terrains agricoles à Thuir, dans les Pyrénées-Orientales. Georges Badosa obtient un diplôme d'ingénieur à l'École centrale de Paris, mais choisit de reprendre l'activité familiale afin de rester dans sa région d'origine.
Fort des connaissances acquises à l'École centrale, Georges Badosa entreprend de développer l'entreprise. Il acquiert de nouveaux terrains, utilise des wagons frigorifiques pour expédier sa production fruitière. Il fonde, avec Charles Coll-Escluse et Joseph Balalud de Saint-Jean, l'une des premières conserveries du département, ce qui permet de mieux vendre les fruits produits en échappant partiellement à la fluctuation des cours. 
Georges Badosa est également président départemental du Rotary Club ainsi que du Syndicat des fabricants de conserves du Roussillon.

## Référence
1. ↑  État civil sur le fichier des personnes décédées en France depuis 1970